# Jakob der Lügner (1974)
Jakob der Lügner ist ein DEFA-Spielfilm der „Gruppe Johannisthal“ aus dem Jahr 1974 unter der Regie von Frank Beyer. Es handelt sich um eine Verfilmung von Jurek Beckers Roman Jakob der Lügner. Eine weitere Verfilmung stammt aus dem Jahr 1999.

## Handlung
Der Film orientiert sich stark an der Romanvorlage Jakob der Lügner. Er verzichtet allerdings auf die parallele Geschichte um Professor Kirschbaum.

## Hintergrund
Der Roman wurde 1974 von der DEFA (Gruppe Johannisthal) in Zusammenarbeit mit dem Fernsehen der DDR verfilmt. Zunächst hatte die DEFA geplant, das ursprüngliche Drehbuch von Jurek Becker bereits im Jahresplan 1966 zu produzieren, jedoch scheiterte diese Produktion an den polnischen Behörden. Diese hatten zunächst die Erlaubnis für Dreharbeiten in Krakau gegeben, sie dann jedoch wieder zurückgezogen. Begründet wurde dies damit, dass man bereits mit zwei sowjetischen Produktionen ausgelastet sei. Hinzu kam, dass Regisseur Frank Beyer an das Dresdner Theater strafversetzt wurde, nachdem sein umstrittener Film Spur der Steine 1966 in die Kinos gekommen war. Aus diesen Gründen wurde die Produktion aus dem Jahresplan gestrichen, und Jurek Becker verarbeitete das Drehbuch zu einem Roman.
Der Erfolg des Romans schließlich ließ die DEFA über die Produktion noch einmal nachdenken, und mit dem 10. Februar 1972 fiel die Entscheidung zur Produktion. Der Dreh sollte am 12. Februar 1974 beginnen, das neue Drehbuch verzichtete auf die parallele Geschichte über den Professor Kirschbaum. Erneut stellten sich die polnischen Behörden quer. Sie erklärten am 18. Februar 1974, nachdem sie ein übersetztes Drehbuch erhalten hatten, dass keine polnischen Schauspieler an der Produktion teilnehmen würden. Regisseur Frank Beyer wollte die Produktion jedoch nicht ohne polnische Schauspieler angehen. Erst durch das Eingreifen des Stellvertreters des Ministers für Kultur in der DDR, Günther Klein, konnte das Problem gelöst werden.
Die Rolle des Jakob sollte zunächst der bekannte westdeutsche Schauspieler Heinz Rühmann spielen. Diese Besetzungsentscheidung wurde jedoch letztlich durch Erich Honecker persönlich mit der Begründung verworfen, dass es ein Verstoß gegen das Prinzip zweier grundsätzlich verschiedener deutscher Staaten sei, wenn Heinz Rühmann mitspielte. An Rühmanns Stelle übernahm der bekannte tschechische Schauspieler Vlastimil Brodský die Rolle, der von Frank Beyer bereits für die gescheiterte Produktion von 1966 ins Auge gefasst worden war. In weiteren Rollen wirkten Erwin Geschonneck und Henry Hübchen mit.
Als „Ghetto“ und Hauptdrehort diente die schon im Abriss befindliche und dementsprechend devastierte Altstadt des nordböhmischen Most, dessen Burg Hněvín mit ihrem markanten Turm in mehreren Einstellungen im Hintergrund zu sehen ist. Weitere Dreharbeiten fanden unter anderem in Nauen in Brandenburg statt.
Die Premiere fand im 1. Programm des DDR-Fernsehens am Sonntag, dem 22. Dezember 1974 statt, anschließend wurde der Film am 17. April 1975 im Berliner  Kino Kosmos als Kinopremiere gezeigt.

## Auszeichnungen
Es war die einzige DDR-Produktion, die für den Oscar (Academy Awards) in der Kategorie bester fremdsprachiger Film nominiert wurde. Neben dieser Nominierung im Jahr 1977 erhielt der Film 1976 den Nationalpreis der DDR zweiter Klasse – verliehen an das Schöpferkollektiv. In West-Berlin wurde der Film bei den 25. Internationalen Filmfestspielen 1975 mit dem Silbernen Bären ausgezeichnet.

## Synchronisation
Die tschechischen und ungarischen Darsteller wurden in der deutschen Originalfassung von folgenden Sprechern synchronisiert:
| Rolle            | Darsteller        | Deutscher Sprecher |
| ---------------- | ----------------- | ------------------ |
| Jakob            | Vlastimil Brodský | Norbert Christian  |
| Herr Frankfurter | Dezső Garas       | Wolfgang Dehler    |
| Frau Frankfurter | Zsuzsa Gordon     | Ruth Kommerell     |
| Josefa Litwin    | Margit Bara       | Gerda-Luise Thiele |

## Kritik

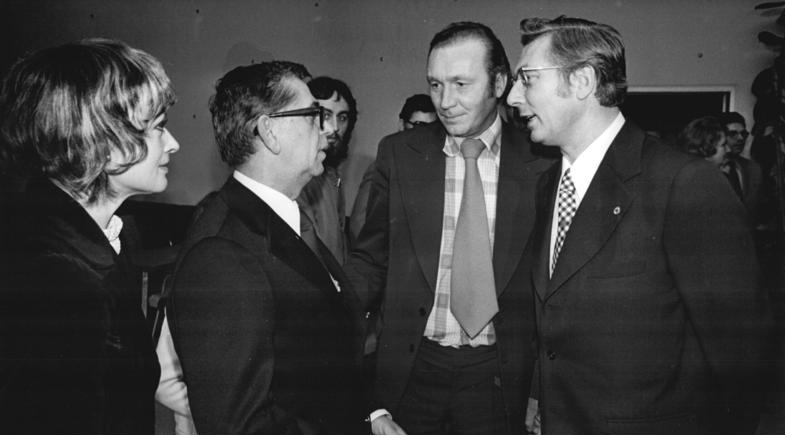
Empfang vor der Kinopremiere von Jakob der Lügner, 1975 in Ost-Berlin:
Von links: Jana Brejchová, Vlastimil Brodský (Darsteller des Jakob), der Regisseur Frank Beyer sowie das Politbüromitglied Werner Lamberz

Das Lexikon des Internationalen Films urteilt, der Film sei „eine gelungene Romanverfilmung aus den DEFA-Studios, konventionell inszeniert, doch hervorragend gespielt. Ein Zeugnis tiefer Menschlichkeit.“
Hans-Christoph Blumenberg resümiert für Die Zeit: „Seine bemerkenswerte Qualität bezieht dieser leise Film nicht zuletzt aus einer Fülle von hervorragenden schauspielerischen Leistungen. Vor allem der Tscheche Vlastimil Brodsky und Erwin Geschonneck vom Berliner Ensemble überzeugen mit Charakterstudien fern von larmoyanten Klischees.“